# Brodtkorbita
La brodtkorbita és un mineral de la classe dels sulfurs. Rep el seu nom en honor de la Dra. Milka Kronegold de Brodtkorb.

## Característiques
La brodtkorbita és un sulfur, un selenur de coure i mercuri de fórmula química Cu₂HgSe₂. Va ser aprovada com a espècie vàlida per l'Associació Mineralògica Internacional l'any 1999. Cristal·litza en el sistema monoclínic. Es troba en forma de grans anèdrics i en agregats. La seva duresa a l'escala de Mohs es troba entre 2,5 i 3.
Segons la classificació de Nickel-Strunz, la brodtkorbita pertany a «02.BD: Sulfurs metàl·lics, M:S > 1:1 (principalment 2:1), amb Hg, Tl» juntament amb els següents minerals: imiterita, gortdrumita, balcanita, danielsita, donharrisita, carlinita, bukovita, murunskita, talcusita, rohaïta, calcotal·lita, sabatierita i crookesita.

## Formació i jaciments
Es troba en filons de selenurs teletermals. Sol trobar-se associada a altres minerals com: uraninita, umangita, tiemannita, cadmoselita, klockmannita, hakita, ferroselita, eucairita, eskebornita, chameanita, bellidoïta i minerals de la sèrie krut'aïta-trogtalita. Va ser descoberta l'any 1999 a la mina Tumiñico, a la serra de Cacho, a Villa Castelli (La Rioja, Argentina), l'únic indret on ha estat trobada.